# کلات (اسفراین)
کلات (اسفراین)، روستایی از توابع بخش مرکزی شهرستان اسفراین در استان خراسان شمالی ایران است.

## جمعیت
این روستا در دهستان روئین قرار دارد و براساس سرشماری مرکز آمار ایران در سال 1395، جمعیت آن 36237 نفر (10708خانوار) بوده‌است که 11432 نفر در مناطق شهری و 24805 نفر در روستا زندگی می کنند.

## تقسیمات کشوری
بر اساس آخرین تقسیمات کشوری شهرستان کلات در پایان سال 1395، دارای 2 شهر، 2 بخش، 2 دهستان، 86 روستا، 68 روستای دارای سکنه و دارای 48 روستای بالای 20 خانوار است. 

## وضعیت منابع طبیعی
کل وسعت شهرستان 3503، وسعت منابع طبیعی 258407 هکتار، وسعت بیابانها و کویر 5817 می باشد.